# خافيير سانشيز (سياسي)
خافيير سانشيز (بالإسبانية: Javier Moreno Sánchez)‏ (و. 1965  م) هو سياسي إسباني، ولد في جنيف، هو عضوٌ في حزب العمال الاشتراكي الإسباني.

## مناصب
تولى منصب عضو في البرلمان الأوروبي (20 يوليو 2004–13 يوليو 2009).